# Petter Villegas
Petter Enrique Villegas España (Esmeraldas, 15 de noviembre de 1975) es un exfutbolista ecuatoriano-puertorriqueño cuyo último equipo fue  el Puerto Rico Islanders en la North American Soccer League.

## Carrera

### Inicios
Villegas llegó a Estados Unidos con su familia cuando era niño, estableciéndose en Newark, Nueva Jersey. Asistió a la Escuela Preparatoria de San Benito, donde fue un tres veces jugador de la escuela secundaria de Nueva Jersey All State, anotando 34 goles, con la asistencia de 18 más en 1993. En 1999, fue nombrado por The Star-Ledger como uno de los diez primeros jugadores de fútbol de la escuela secundaria de New Jersey de la década de 1990.
Jugó un año fútbol universitario en Kean College, ganando con el primer equipo All-NJAC con honores en 1995, antes de convertirse en profesional.

### Profesional
La primera acción de Villegas en la Liga Mayor de Fútbol llegó en 1996, cuando jugó tres partidos para los MetroStars en préstamo de los sementales de Nueva Jersey de la USISL. Tres años en las menores siguieron, hasta que los Metros preparó a Villegas en la primera ronda del Draft Complementario de la MLS 1999. Él jugó las siguientes cuatro temporadas y media para los Metros, en su mayoría como mediocampista derecho, también como delantero y defensor. El juego errático de Villegas igualó su versatilidad - brillante en un momento, horrible en la siguiente - lo que le valió el apodo sarcástico The Greatest Metro Ever. A pesar de su inconsistencia, marcó una serie de objetivos clave, incluyendo un juego ganadoren tiempo extra en un encuentro ante el Tampa Bay Mutiny en 2000. En general, Villegas anotó 13 goles y 21 asistencias en su carrera en Metro, la adición de dos goles y dos asistencias en la playoffs.
El 10 de mayo de 2002, los MetroStars negocian con Villegas y el defensa Orlando Pérez al DC United por Craig Ziadie y Mark Lisi. En el momento de la operación, Villegas había comenzado jugando siete encuentros con MetroStars en esa temporada. Pasó el resto del año con DC, anotando dos goles y cinco asistencias. Villegas dejó la MLS después, volvió a su Ecuador natal para jugar con Aucas, Barcelona SC, Manta y Deportivo Cuenca. En 2005, regresó a los Estados Unidos, firmando con los Puerto Rico Islanders de la Primera División de la USL. Continuó con los Puerto Rico Islanders hasta el final de la temporada 2009.
Villegas firmó con River Plate de Puerto Rico de la USL Pro para la temporada de 2011, pero jugó sólo tres partidos antes de que el equipo fuera eliminado de la USL Pro debido a dificultades financieras. Se trasladó de nuevo a los Islanders en la North American Soccer League en junio.

### Internacional
En 2008, después de haber sido un residente de Puerto Rico durante tres años, Villegas hizo su debut con la selección de Puerto Rico, anotando un gol en contra de la República Dominicana, lo que permitió a Puerto Rico avanzar a la siguiente etapa de la clasificación para la Copa Mundial de la FIFA 2010.